# Тудхалія III
Тудхалія III (д/н— бл. 1345 до н. е.) — великий цар (руба'ум рабі'ум) Новохеттського царства близько 1360—1345 до н. е. Низка дослідників розглядає його як Тудхалію II, рахуючи з початку існування Новохеттського царства.

## Життєпис
Син царя Арнуванди I і Ашму-нікал. На момент смерті батька ймовірно бувдоволі малим, тому трон перейняв його родич Хаттусілі II. Став володарем близько 1360 року до н. е. після смерті останнього.
Через політичну недосвідчень або загальну нездарність опинився у скрутному становищі. Як писав пізніше інший хеттський цар Хаттусілі III, країни Хатті були майже повністю «знищені ворогами». З півночі наступали племена каска і досягли міста Ненасси; із заходу — війська царства Арцава на чолі із царем Анцапаххаду просунулися до Тувануви (розташовувалася на південний схід від солоного озера Туз); з північного сходу хеттів тіснили армії Ацці-Хаяси (район Верхнього Євфрату і чорноморське узбережжя у нинішнього Трабзона); на сходу царства Ісува, Паххува повстали проти хеттської держави. Їх підтримувала Мітанні. Стали незалежними держави Арматана і Куммані. Мітаннійські війська зайняли Кіззуватну.
Хеттська держава зменшилася до невеликої області, обмеженою сучасними містами Токат — Анкара — Ніде — Сівас. Каски захопили і зруйнували столицю хеттів — місто Хаттусу. При цьому Тудхалія III обмежувався захистом своїх міст від нападів сусідів.
Царевич Суппілуліума повернув під владу хеттів місто Самуху і зробив його базою боротьби з племенами каска, Ацці-Хаяси, яким було завдано низку поразок. Водночас спроба Тудхалії III перейти в наступ на південному заході на землі Маса була зірвана новим наступом каска і Ацці-Хаяси. Цар останнього Каранні завдав важкої поразки хеттам. В кінці правління Тудхаліі III Суппілуліума відбив нове вторгнення військ Арцави. Близько 1345 року до н. е. Після смерті Тудхалії III його замінив син Тудхалія Молодший.